# Johann Wilhelm Hässler
Pour les articles homonymes, voir Hassler.
Johann Wilhelm Hässler est un compositeur, organiste et pianiste allemand, né à Erfurt le 29 mars 1747 et mort à Moscou, le 22 mars 1822.

## Biographie
Hässler est né à Erfurt, en électorat de Mayence. Il étudie d'abord avec son oncle Johann Christian Kittel, compositeur, organiste à Erfurt et ancien élève de J.S. Bach.
Hässler obtient son premier poste d'organiste à la Barfüßerkirche vers 1762. À la mort de son père en 1769 il gère le commerce de la fourrure de la famille, mais il effectue aussi des tournées de concerts en Allemagne au début des années 1770, puis ailleurs en Europe, entre 1780 et 1790.
En 1780, avec le soutien du gouverneur d'Erfurt, Charles-Théodore de Dalberg, les concerts d'hiver. À cette occasion, il fait la connaissance de Goethe.
Le 15 avril 1789, à Dresde, il concourt à l'orgue avec Wolfgang Amadeus Mozart pendant le voyage de celui-ci vers Berlin. Bien qu'ayant perdu, on peut être sûr que Hässler était tenu en haute estime par le fait même d'avoir participé à cette joute.
Au cours de ces tournées, il a également rencontré Johann Nikolaus Forkel, Johann Adam Hiller, Franz Benda, et Carl Philipp Emanuel Bach.
De 1790 à 1792, il est à Londres où il rencontre Joseph Haydn.
Ses tournées le mènent jusqu'à Riga, Saint-Pétersbourg où Catherine la Grande le nomme Kapellmeister de la Russie Impériale (1792). Il s'établit définitivement à Moscou en 1794. Il y donne des concerts, participe à la fondation d'une maison d'édition qui publie des classiques allemands et des compositeurs contemporains russes. Il travaille comme professeur de musique et est considéré comme un compositeur de premier plan. Il y resta jusqu'à sa mort.
Son style est influencé d'abord par CPE Bach, et les ornementations de Mozart, mais il se forge une manière personnelle qui a participé à l'évolution musicale de son temps, notamment en tant que compositeur russe où il s'active pendant trente ans avant Bortnianski et Glinka.

## Catalogue des œuvres
Ses publications se composent de nombreuses œuvres pour clavier, notamment des sonates, fantaisies, préludes. Son œuvre pour piano la plus connue est la Grande Gigue en ré mineur, opus 31, ainsi qu'un Grand Concert, opus 50. Il compose aussi une cantate de la musique de chambre et des lieder. De nombreuses pièces ont été perdues.

### Piano seul
- 6 sonates pour piano (1776)
- 6 nouvelles sonates pour piano (1779)
- 6 sonates faciles
- Clavier et étude de chant (1782)
- 6 solos de clavier (1785)
- 24 sonates faciles (éd. Erfurt 1786-90) - dont une a tre mani et une pour 4 mains
- Fantaisie et sonate, op. 1
- Caprice et sonate, op. 2
- Fantaisie et sonate, op. 3 (1795)
- Fantaisie et sonate, op. 4 (1795)
- Caprice et sonate, op. 5 (1796)
- Prélude et sonate, op. 6
- Ariette et variations, op. 7
- Six Sonates Faciles  (1780)
- 3 Parties, op. 8
- Chanson russe variée, op. 10
- 3 Préludes et 3 ariettes variées, op. 11
- Grande Sonate à 3 mains, op. 12
- 3 Sonates, op. 13
- 3 Sonates, op. 14
- 3 Sonates expressives, op. 16 (1803)
- Fantaisie et Sonate, op. 17 (1803)
- Préambule et divertissement, op. 18
- Fantaisie et chanson russe variée, op. 19
- Sonatine pour deux pianos, op. 20
- 2 Sonates, op. 21
- 3 Sonates, op. 23
- Grande Sonate, op. 26
- 5 Pièces caractéristiques op. 27
- Étude en 24 valses, op. 29
- Prélude et chanson allemande variée, op. 30
- Grand Gigue, op. 31
- 3 Sonates expressives, op. 32
- 2 Grandes Sonates, op. 33
- Caprice, Divertissement, Romance et Presto, op. 34
- 2 nouvelles Fantaisies et 2 Sonates anciennes, op. 35
- 3 parties, op. 37
- 50 Pièces à l'usage des commençants op. 38
- 3 Pièces op. 39
- Symphonie brillante et 2 sonates instructives op. 41
- 6 Sonatines, op. 42
- 3 Sonatines, op. 43
- 2 Sonatines, op. 44
- 6 Sonatines, op. 45
- 32 Pièces progressives, op. 46
- 360 Préludes dans tous les tons majeurs et mineurs, op. 47 (1817)
- 3 Préludes, op. 48
- Études en vingt-quatre Valses op. 49
- Sonate pour clavecin n° 3 en ré mineur

### Piano à quatre mains
- Pièce, op. 28
- Fantaisie et sonate à 4 mains, op. 36

### Musique de chambre
- 6 Pièces pour piano, flûte (ou violon) et violoncelle (1786-1790)
- 6 Lessons pour piano, flûte (ou violon) et violoncelle
- 3 Sonates pour piano, violon et violoncelle, op. 15 (1802)
- caprice et chanson variée pour piano, violon et violoncelle, op. 22
- 4 sonatines pour piano, violon et violoncelle, op. 24
- Sonate en trio et sonatine pour piano, violon et violoncelle, op. 25
- Sonate pour piano, violon et violoncelle, op. 39

### Concerto
- Grand concert pour piano et orchestre, op. 50 (1817)

### Musique Vocale
- Cantate Erfurt (1793)
- 6 lieder
- Arias